# 里普利縣 (印地安納州)
里普利县（英語：Ripley County）是位於美國印第安納州東南部的一個縣。面積1,160平方公里。根據美國2000年人口普查，共有人口26,523人。縣治凡爾賽（Versailles）。
成立於1816年12月27日，縣政府成立於1818年1月14日，4月10日生效。縣名紀念1812年戰爭時期軍人、代表路易斯安那州的聯邦眾議員伊利札·W·里普利（Eleazar Wheelock Ripley）。